# Перес, Яйме
Яйме́ Пе́рес Те́льес (исп. Yaimé Pérez Téllez; род. 29 мая 1991) — кубинская метательница диска, бронзовый призёр Олимпийских игр 2020 года, чемпионка мира 2019 года, чемпионка Панамериканских игр 2019 года, серебряный призёр Панамериканских игр 2015 года.
Во время чемпионата мира 2022 года сбежала в США.

## Карьера
На летних Олимпийских играх в Лондоне не квалифицировалась в финал, метнув снаряд на 58,87 м.
На чемпионате мира в Пекине в 2015 году четвёртое место, отправив диск на отметку 65,46 м. 
На летних Олимпийских играх в Рио-де-Жанейро квалифицировалась в финал с первого места, однако выступить в финале не смогла.
В Лондоне на чемпионате мира в 2017 году заняла итоговое четвёртое место, метнув снаряд на 64,82 м. 
В 2019 году на панамериканских играх в Лиме стала чемпионкой в секторе метания диска, метнув снаряд на 66,58 м.
На предолимпийском чемпионате мира, который состоялся в Дохе, кубинская атлетка выполнила лучшую попытку на 69,17 м и стала чемпионкой мира.